# Jan im Sack
Jan im Sack (auch Jan im Hemd oder Jannensack) ist der Name eines traditionellen norddeutsch-westfälischen Gerichts aus Reis oder Graupen und Trockenobst, das früher als Serviettenkloß zubereitet wurde. Das Wort „Sack“ bezieht sich auf das dafür verwendete Tuch. Erich Urban bezeichnet es in seinem Alphabet der Küche 1929 als Gericht aus Oldenburg.
Zubereitung: „Der in eine Serviette eingebundene halbgare Reis wird in kochendem Wasser noch eine Stunde gekocht […]. Ist das Gericht fertig, dann entfernt man die Serviette und gießt über den festen Kloß geschmolzene gebräunte Butter und Zucker und Zimt.“